# カワカマス属
カワカマス属 (カワカマスぞく、学名: Esox) は、カワカマス目（またはサケ目）カワカマス科の属。1科1属。パイク属とも。パイクと総称する。カワカマスとも総称するが、カワカマスは1種の名でもある。
学名はギリシャ語のイソクス ίσοξ からである。英語で槍を意味する。パイクはつるはしの意味の古語で、頭部の形が似ていることから。パイクはもともとは成魚のことで、若魚は「ピッケレル」と呼ぶが、ピッケレルは現在では、類似のさまざまな魚も意味する。カワカマスは、その外観が海水魚カマス（魳）に似た川魚であることから川魳（カワカマス）と名づけられた。別名にヤリウオ、ヤリノウオ、ヤリなどがある。

## 形態
体は細長いが、名前の元になったカマスほどではない。断面は縦長である。大型魚であり、1mを超すことも多い。
頭部は長く、先は上下につぶれ、横から見ると尖って見える。ただし、横幅はほとんど狭まっておらず、口は横に大きく広がっており、大きな餌を丸呑みできる。
鋭い歯を多く持ち、中国語名の狗魚（狗鱼）はこの特徴から名づけられている。
背びれが後部に寄った位置にある。サケ目の大部分にはその位置に脂ひれがあるが、カワカマス属にはない。

## 生態
淡水魚。わずかに汽水にも住む。

## 人間との関わり

パイクを使った紋章

フランシス・ベーコンは『生と死の歴史』で、パイクは魚類の中で最も寿命が長いとしている。
紋章のデザインに使われる。
アメリカ海軍の潜水艦SS-6、SS-173の2隻が「パイク」と名づけられた。

ソビエト連邦／ロシア海軍の攻撃型原子力潜水艦、プロイェクト971 (проект 971）級にはщука (ロシア語で「カワカマス（アムールパイク）」の意味）の名称がつけられている。
フランスローヌ―アルプ地方では魚肉風味のクネル（quenelle）という食べ物が有名である。
料理に使う時は、大きな骨を取り除き、ニゴイや鱧や太刀魚のように骨切りして使う。

## 種
現生種は5種。3種が北アメリカのみ、1種がアジアのみ、1種が北アメリカ・アジア・ヨーロッパに住むが、いずれも日本には住まない。
アメリカヌス Esox americanus
北アメリカの、五大湖からフロリダにかけて住む。パイクとしては小型で、最大でも40センチメートルほど。2つの亜種からなる。
レッドフィンパイク（アカヒレカワカマス、レッドフィンピッケレル） Esox americanus americanus
アメリカヌスの亜種。ひれが赤い。
グラスパイク（クサカワカマス、グラスピッケレル） Esox americanus vermiculatus
アメリカヌスの亜種。体に緑の縞模様がある。
サザンパイク（ミナミカワカマス）Esox cisalpinus
南ヨーロッパに住む。
ノーザンパイク（キタカワカマス）Esox lucius
最も分布が広く、北アメリカのアラスカ、カナダ、アメリカ中部、ユーラシアのシベリア、ヨーロッパの南ヨーロッパとアイスランドを除くほぼ全域に住む。ヨーロッパでは単にパイクといえばこの種を意味することが多い。
マスキーパイク（マスキー、オオカワカマス） Esox masquinongy
五大湖周辺などカナダ南部からアメリカ中部に住む。別名：マスケランジ（Muskellunge）
チェーンパイク（クサリカワカマス） Esox niger
カナダ南部からフロリダにかけての大西洋岸に住む（五大湖には住まない）。体に鎖模様がある。
アムールパイク（カワカマス、ユーラシアパイク） Esox reichertii
アムール川水系を中心に樺太からバイカル湖にかけて住む。アメリカ合衆国では外来魚。
†Esox kronneri
絶滅種。

## ギャラリー

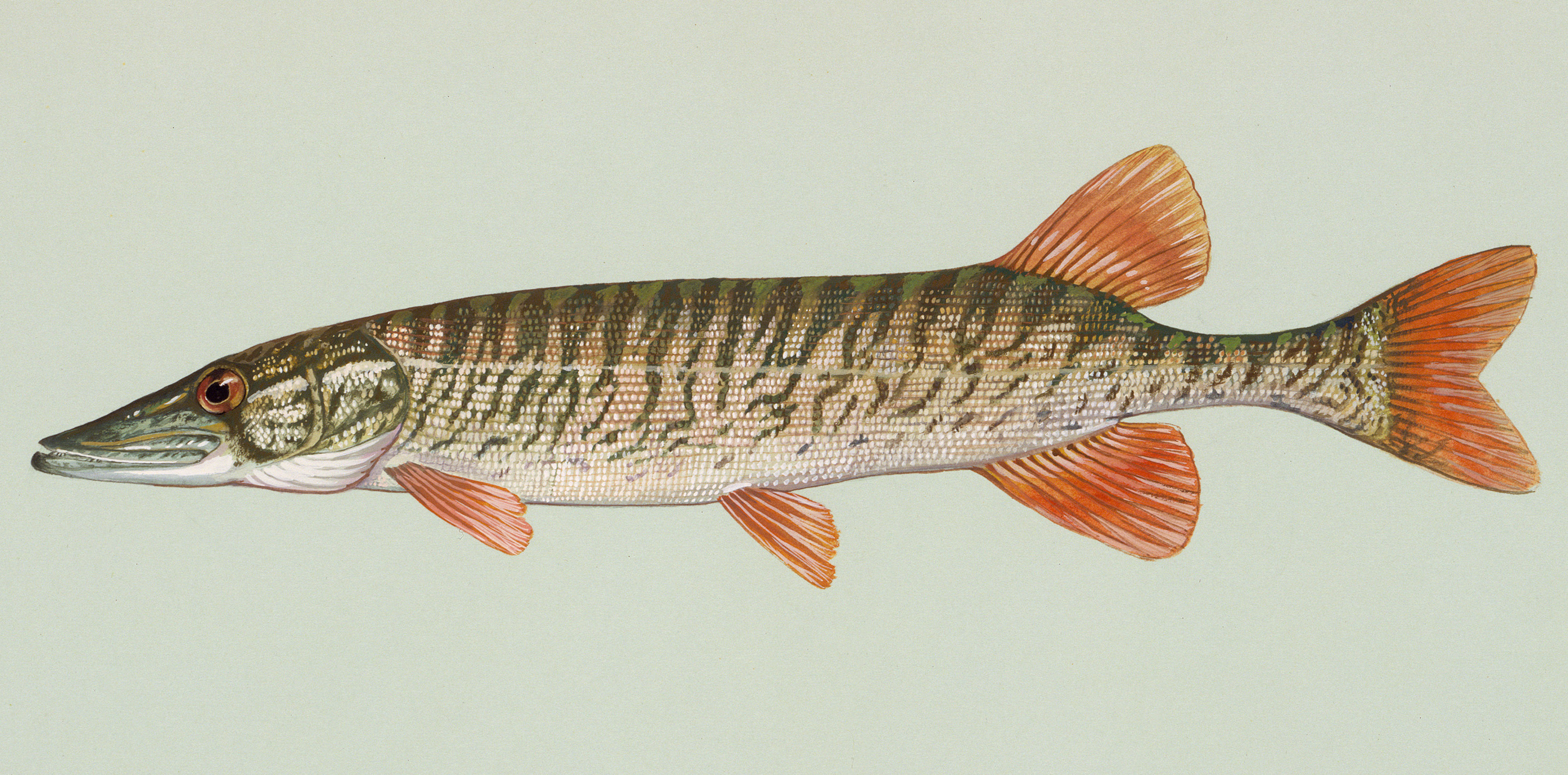
レッドフィンパイク
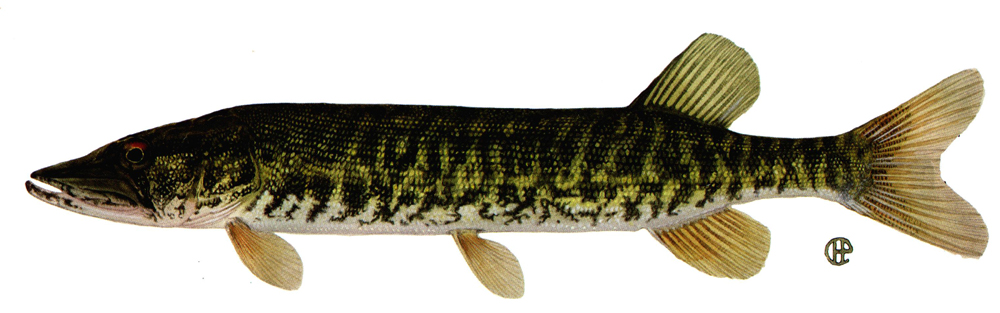
グラスパイク
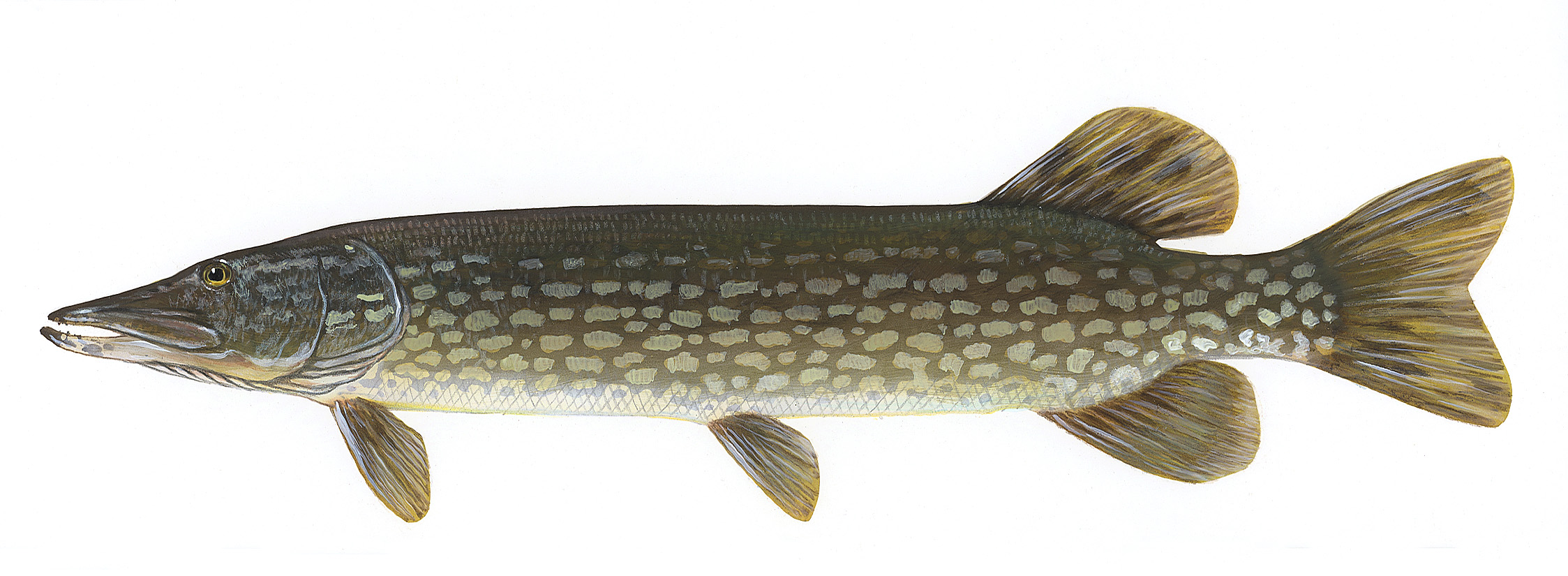
ノーザンパイク
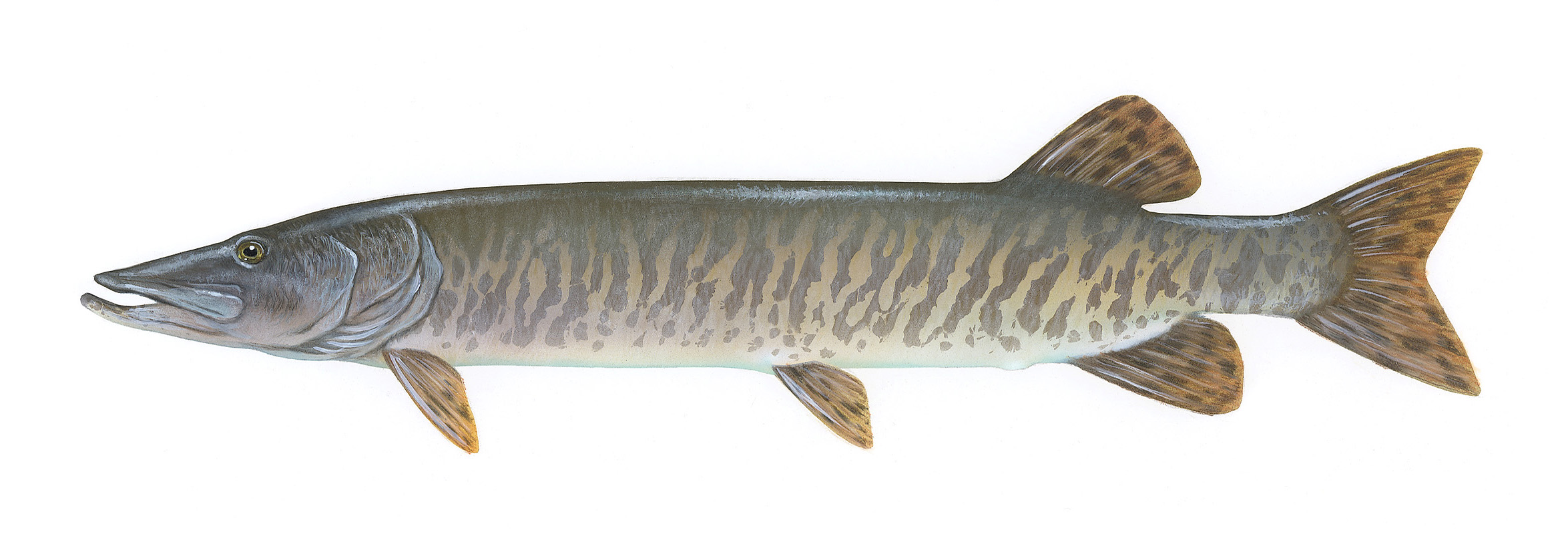
マスキーパイク